# Hermann Graf
Hermann Graf (Engen, Németország, 1912. október 24. –  Engen, 1988. április 11.) második világháborús német katonai pilóta. Mindössze 13 hónapot töltött frontszolgálatban, ám e rövid idő alatt 212 légi győzelmet aratott és kiérdemelte a tölgyfalombokkal, kardokkal, brilánsokkal ékesített lovagkeresztet.

## II. világháború
Herman Graf nyugaton 21 bevetést repült. Első légi győzelmét a keleti fronton aratta egy Il-16 ellen, ezt 24 órán belül követe a második. Négy hónap múlva már 41 légi győzelme volt, 1942-ben pedig sikersorozata kezdődött. Május 14-én egy MiG-3 lelövésével megszerezte a századik légi győzelmét. Júliusban 29, szeptemberben 64 repülőgépet semmisített meg, azaz több mint kétszáz légi győzelmet könyvelhetett el. Hermann Göring repülési tilalomal sújtotta a pilótát. Ezt követően a később kudarcba fulladt JGr 50-est, illetve a háború végén a legendás JG 52-est parancsnokolta. A háborúban 212 repülőgépet semmisített meg.

## Békeévek
Öt évet töltött hadifogságban, majd hazatérése után polgári munkát vállalt. Élete hátralévő részét visszavonultan töltötte. 1988-ban hunyt el.